# Osiedle Hubala (Polkowice)
Osiedle Hubala – wielorodzinne osiedle mieszkaniowe o luźnej zabudowie, zlokalizowane w południowej części Polkowic. W 2015 zamieszkiwało na nim 2078 osób.

## Architektura
Osiedle składa się z szesnastu bloków mieszkaniowych z lat 70. XX wieku, z czego:
- cztery to punktowce z charakterystycznymi zwieńczeniami, które są najwyższymi budynkami mieszkalnymi w mieście, stanowiąc mocny akcent architektoniczny w panoramie miejscowości,
- dwanaście to pięciokondygnacyjne budynki o wydłużonym kształcie, ulokowane przede wszystkim na osi północ-południe[1].

## Historia
Między budynkami, nie tworzącymi wnętrz urbanistycznych, poprowadzono drogi osiedlowe i zbudowano parkingi. Substancję osiedla uzupełniano obiektami użyteczności publicznej. W 1992 otwarto komisariat policji przy ul. Legnickiej. W tym samym roku (w miejscu starszych obiektów) w północnej części osiedla wzniesiono kompleks budynków Przedsiębiorstwa Gospodarki Miejskiej. W 2000 wymieniono infrastrukturę podziemną i zbudowano parterowy budynek socjalny w kształcie podkowy otwartej na zachód, kryty dachem dwuspadowym. W latach 2003–2004 postawiono Gimnazjum nr 2, do którego w 2005 dobudowano salę gimnastyczną. W latach 2008–2009 powstał kompleks boisk, w tym piłkarskie. Od 2010 do 2011 zbudowano Przedszkole nr 6 i świetlicę. 
W jednym z punktowców funkcjonuje od 1976 Hotel Polkowice (otwarty jako hotel robotniczy).
W 2019 w jednym z mieszkań socjalnych doszło do zabójstwa mężczyzny w trakcie imprezy alkoholowej.

## Administracja
Na osiedlu działa rada osiedla.